# Jette Fuglsang
Jette Cathrine Fuglsang (* 31. Mai 1978 in Thisted; † 13. Juli 2009 nahe Le Bourg-d’Oisans, Frankreich) war eine dänische Radrennfahrerin.
Jette Fuglsang war Straßenradsportlerin, die vor allem Spezialistin im Einzelzeitfahren war. Sie begann ihre Karriere bei Vereinen in Thisted und fuhr bis 2007 für die Vereine Thy Cykle Klub, Vejle CK und CK Aarhus,  2008 für das Radsportteam Fredericia CC und 2009 bei Team High-End Sport. In ihrer Karriere erreichte sie fünf Siege, 2007 und 2008 war sie die erfolgreichste dänische Radsportlerin. 2007 gewann sie mit Maria Kruse im Teamzeitfahren die Dänische Meisterschaft. Neben ihrer sportlichen Karriere arbeitete Fuglsang in einem Kaufhaus in Vejle. Bei einem Training in ihrer letzten aktiven Saison verunglückte die Dänin bei einer Abfahrt in den Französischen Alpen bei Le Bourg-d’Oisans in der Nähe von L’Alpe d’Huez und erlag kurz darauf ihren Verletzungen.
Jette Fuglsang war nicht verwandt mit dem Radrennfahrer Jakob Fuglsang.